# Bad Berka
Bad Berka – miasto uzdrowiskowe w Niemczech, w kraju związkowym Turyngia, w powiecie Weimarer Land.
W mieście jest stacja kolejowa Bad Berka.

## Współpraca
Miejscowości partnerskie:
- Bad Dürkheim, Nadrenia-Palatynat
- Bad Wildungen, Hesja
- Friedrichsdorf, Hesja
- Solesmes, Francja
- Żabno, Polska